# La Possibilité d'une île (film)
La Possibilité d'une île (Nederlands: Mogelijkheid van een eiland) is een Franse dramafilm onder regie van Michel Houellebecq, die werd uitgebracht in 2008. De film is gedeeltelijk gebaseerd op de gelijknamige roman uit 2005, eveneens van Houellebecq.

## Verhaal
Vergezeld van zijn niet al te behulpzame zoon Daniel en een handjevol volgelingen, reist een man die zichzelf 'de Profeet' noemt door België en geeft daar lezingen over het eeuwige leven en de mogelijkheid om door technische vooruitgang de beperkingen van de dood te overwinnen. Aanvankelijk krijgt hij weinig respons, maar drie jaar later heeft hij een opmerkelijke cultstatus bereikt en heeft hij talloze volgelingen. De door hem opgerichte sekte, de Elohimieten, geloven in de zogenaamde 'Elohim', buitenaardse wezens die het eeuwige leven zullen brengen. De sekte weet een vooraanstaand geneticus aan te trekken, profesor Slotan Miskiewicz, die leiding geeft aan het onderzoek naar het klonen van volwassen mensen, waarbij een kopie van hun complete geheugen wordt bewaard.
Daniel verlaat de sekte van zijn vader, maar keert jaren later terug om de opvolger van de Profeet te worden. Het verhaal verplaatst zich vanaf dat moment duizenden jaren verder in de tijd. Daniel verschijnt als kloon van zichzelf, erfgenaam van een lange reeks klonen die neomensen worden genoemd. Wonend in een grot leest hij over het verleden van de mensheid en zijn eigen voorouders. Wanneer een ongedefinieerd verlangen hem ertoe aanzet zijn grot te verlaten, dwaalt hij door een verlaten, woestijnachtige wereld met alleen een hond als metgezel. Daniel vermoedt dat zijn gevoelens voor de hond het concept van liefde benadert, dat de neomensen in de loop der eeuwen zijn kwijtgeraakt. Elders in de wereld dwaalt een andere gekloonde eenling door de woestenij, een vrouw genaamd Marie, wier oorspronkelijke menselijke versie ooit een ontmoeting had met Daniel, mogelijk zelfs een liefdesrelatie. Misschien zullen ze elkaar ontmoeten.

## Rolverdeling
- Benoît Magimel – Daniel / Daniel25
- Patrick Bauchau – de Profeet
- Jordi Dauder – Gérard
- Jean-Pierre Malo – Jérôme
- Ramata Koite – Marie
- Andrzej Seweryn – Slotan
- Serge Larivière – Rudi
- Clara Ponsot – Dacha
- Conrad Cecil – predikant
- Robbie Nock – vriend van de predikant
- Fernando Arrabal – de keizer
- Arielle Dombasle – Mexicaans gedelegeerde
- Juan Carlos Valera – Argentijns gedelegeerde
- Philippe Delest – Luxemburgs gedelegeerde
- Sandra Murugiah – Indiase gastvrouw
- Michel Houellebecq – de roker (cameo-optreden)

## Productie en distributie
Het scenario van La Possibilité d'une île werd geschreven door Michel Houellebecq, die daartoe zijn gelijknamige roman uit 2005 bewerkte. De verschillen zijn vrij groot, zowel qua verhaal als personages. Zo zijn in de film twee belangrijke personages met elkaar versmolten: Michel, de succesvolle komiek, en Vincent, de onwettige zoon van de Profeet. Hetzelfde gebeurde met twee vrouwelijke personages, Esther en Marie. Andere personages – de keizer, de predikant, de gedelegeerden – komen in de roman niet voor. In plaats van in een zwaarbeveiligde, hightech compound, leeft de filmversie van Daniel25 in een grot. Verdwenen is ook het verhaal van Daniel vóór zijn klonen.
Houellebecq nam tevens de rol van regisseur op zich. Het productiebudget bedroeg zes miljoen euro. De film werd grotendeels in april 2007 in Spanje opgenomen. De dialogen zijn in het Frans, Engels en Spaans. La Possibilité d'une île ging op 9 augustus 2008 in première op het Internationaal filmfestival van Locarno (Zwitserland) en op 10 september van dat jaar in bioscopen in Frankrijk, waar de film flopte. Hierdoor – en door de overwegend slechte kritieken – kreeg de film een zeer beperkte internationale distributie (Spanje, Duitsland). Vanaf maart 2009 was de film op dvd te verkrijgen. In 2011 was de film op ARTE te zien.